# انجیره (بندر لنگه)
اِنجیره (به گویش محلی: اَنزَرَه) یکی از روستاهای استان هرمزگان، شهرستان بندرلنگه، بخش مهران و دهستان مهران است.

## پیشینه
بر اساس شواهد تاریخی مانند وجود قنات‌های باستانی و آرامگاه‌های قدیمی، قدمت منطقه انجیره به پیش از اسلام می‌رسد.

## جمعیت
بر پایه سرشماری سال ۱۳۹۵، جمعیت روستای انجیره برابر با ۱۰۹۰ نفر بوده‌است.

## موقعیت جغرافیایی
روستا در ارتفاعات غربی استان هرمزگان واقع شده و در موقعیت جغرافیایی ۲۶°۵۹′۵۶″شمالی ۵۴°۴۸′۱۱″شرقی / ۲۶٫۹۹۸۸۷۸۵°شمالی ۵۴٫۸۰۳۰۴۵۱°شرقی قرار دارد. این روستا در نزدیکی جاده لمزان به بستک قرار گرفته و تا جاده اصلی حدود ۳ کیلومتر فاصله دارد.

## آبرسانی
دو سد خاکی با همت شورای اسلامی ، دهیاری، مردم و خیّرین ساخته شده که آب مصرفی روستا را تأمین می‌کنند. همچنین در سال ۱۴۰۴ مجوز احداث آب‌شیرین‌کن صادر شده و عملیات اجرایی آن آغاز شده‌است.

## برق
برق‌رسانی به‌طور کامل انجام شده و تمامی شهرک‌ها نیز به شبکه برق متصل‌اند. در حال حاضر، قطعی روزانه حدود دو ساعت وجود دارد که به دلیل ناترازی در سطح ملی است.

## راه و ارتباطات
جاده دسترسی به روستا آسفالت است و تمامی کوچه‌ها و معابر داخلی نیز آسفالت شده‌اند. روستا با تمام شهرها و روستاهای اطراف به راحتی در ارتباط است.

## اینترنت و آنتن‌دهی
۱. روستا تحت پوشش تمامی اپراتورهاست.  ۲. آنتن‌دهی در وضعیت خوب قرار دارد.  ۳. اینترنت 4G فعال است.  ۴. اینترنت وایرلس از شرکت خصوصی نیز در دسترس است.  ۵. تاکنون گزارشی از مشکل جدی مخابراتی ثبت نشده‌است.

## آموزش
۱. مدارس ابتدایی و متوسطه اول برای دختران و پسران فعال است.  ۲. دانش‌آموزان مقطع متوسطه دوم به شهرهای اطراف مراجعه می‌کنند.  ۳. معلمان بومی در مدارس مشغول به خدمت هستند.  ۴. مدارس نوساز بوده و دارای فضای آموزشی دو طبقه به مساحت ۱۸۰۰ متر مربع است.

## بهداشت
روستا دارای خانه بهداشت نوساز و مجهز است.  دو بهورز در آن مشغول به فعالیت هستند و خدمات پایه ارائه می‌شود.  برای خدمات تخصصی، اهالی به شهرهای بندرلنگه و بستک مراجعه می‌کنند.

## امکانات فرهنگی و ورزشی
- پنج مسجد فعال در سطح روستا وجود دارد.  - سالن ورزشی سرپوشیده مجهز برای جوانان در دسترس است.  - برنامه‌های فرهنگی مانند کلاس‌های قرآن، فوتسال و کنگ‌فو برگزار می‌شود.  - زمین چمن مصنوعی، سالن اجتماعات و کتابخانه در دست برنامه‌ریزی برای اجرا قرار دارند.

## مشارکت اجتماعی
شورای اسلامی روستا سه نفره است و به همراه دهیار فعال هستند.  اهالی انجیره همواره با کمک مالی، نیروی انسانی و کار جهادی در اجرای پروژه‌های عمرانی، خدماتی و همچنین در حمایت از بیماران و نیازمندان پیشگام بوده‌اند.  از جمله پروژه‌هایی که با مشارکت مردم و خیّرین انجام شده می‌توان به ساخت سد، مسجد، مدرسه، دارالقرآن، جاده، پل، آب‌انبار و غسالخانه اشاره کرد.

## مسکن
- حدود ۴۰۰ واحد مسکونی در روستا وجود دارد.  - تمامی منازل دارای زیرساخت‌های کامل شامل آب، برق و گاز هستند.  - با توجه به موقعیت کوهستانی روستا، محدودیت‌هایی برای توسعه آتی فضای مسکونی وجود دارد.

## جاذبه‌های دیدنی
- برکه و نخلستان‌های سر به فلک کشیده «آهوک» و نخلستان‌های داخل روستا  - چشمه‌های سزال  - برکه جنگلی  - مجموعه سدهای بزرگ  - بام انجیره  - قنات‌های تاریخی  - آرامگاه شیخ عبدالله انصار  - قلعه دیده بان دیده‌بان در فصل‌های زمستان و پاییز، گردشگران بسیاری از مناطق مختلف شهرستان و استان به انجیره سفر می‌کنند.

## جمعیت
بر پایه سرشماری عمومی نفوس و مسکن در سال ۱۳۹۵، جمعیت این روستا برابر با ۱٬۰۹۰ نفر (۲۸۱ خانوار) بوده است.